# Thopeutis
Thopeutis és un gènere d'arnes de la família Crambidae. Alguns autors l'han col·locat a la família dels piràlids, on també es van incloure totes les papallones de pastura, però això sembla que és un error.

## Taxonomia
- Thopeutis diatraealis (Dyar, 1910)
- Thopeutis diffusifascia (Hampson, 1919)
- Thopeutis forbesellus (Fernald, 1896)
- Thopeutis galleriellus (Ragonot in Staudinger, 1892)
- Thopeutis respersalis Hübner, 1818
- Thopeutis xylinalis (Hampson, 1896)